# Ehrharta oreophila
Ehrharta oreophila là một loài thực vật có hoa trong họ Hòa thảo. Loài này được (D.I.Morris) L.P.M.Willemse mô tả khoa học đầu tiên năm 1982.